# Max-Planck-Institut für terrestrische Mikrobiologie
Das Max-Planck-Institut für terrestrische Mikrobiologie (kurz: MPI-TM) ist eine Forschungseinrichtung der Max-Planck-Gesellschaft mit Sitz in Marburg. Geschäftsführender Direktor seit 2024 ist der Biochemiker Helge B. Bode.

## Ziele
Ziel der Arbeit des Instituts ist, die Funktion, Kommunikation und Interaktion von Mikroorganismen mit ihrer Umwelt zu verstehen sowie diese mit Hilfe mathematischer Modelle zu beschreiben und durch synthetisch-biologische Ansätze gezielt zu verändern.

## Forschung
Den Forschungsbereichen und auch anderen Themen widmet sich das Institut durch umfassende Grundlagenforschung, von der atomaren Ebene bis hin zum Ökosystem.
Die Forschung am Institut wird in vier Abteilungen ausgeführt. Zusätzlich beherbergt das Institut drei Max-Planck-Forschungsgruppen, zwei Emmy Noether-Forschungsgruppen, vier abteilungsunabhängige Forschungsgruppen, drei Emeriti und zwei Max-Planck-Fellows.

## Forschungsbereiche
- Stoffwechselleistungen der Mikroorganismen in den globalen Stoffkreisläufen, ihre Anpassungen an Veränderungen in der Umwelt, ihre Bildung von für den Menschen relevanten Naturstoffen sowie die Mechanismen, die ihrem Zellzyklus und der Zellpolarität zugrunde liegen
- Interaktionen der Mikroorganismen untereinander sowie mit Pflanzen und Tieren
- Nutzung und gezielte Veränderung mikrobieller Stoffwechsel-Eigenschaften, unter anderem im Rahmen der synthetischen Biologie

## Organisation und Struktur
Das MPI-TM gliedert sich in vier Abteilungen, die teilweise mehrere Arbeitsgruppen umfassen, sowie in mehrere unabhängige Nachwuchsgruppen und zentrale wissenschaftliche Serviceeinrichtungen.

### Abteilungen
- Biochemie und Synthetischer Metabolismus, Leitung: Tobias J. Erb
- Ökophysiologie, Leitung: Lotte Søgaard-Andersen
- Naturstoffe in Organismischen Interaktionen, Leitung: Helge B. Bode
- System- und Synthetische Mikrobiologie, Leitung: Victor Sourjik

### Emeritierte Wissenschaftliche Mitglieder
- Rudolf K. Thauer Leitung der Abteilung „Biochemie“ 1991–2007
- Ralf Conrad, Leitung der Abteilung „Biogeochemie“ von 1991–2016
- Regine Kahmann, Leitung der Abteilung „Organismische Interaktionen“ 2000–2020

## Geschichte
Das Max-Planck-Institut für terrestrische Mikrobiologie wurde zum 1. Januar 1991 in Marburg gegründet; Gründungsdirektor war Rudolf K. Thauer. 1991 wurden die ersten beiden Abteilungen eingerichtet: die Abteilung „Biochemie“ unter der Leitung von Rudolf K. Thauer und die Abteilung „Biogeochemie“, geleitet von Ralf Conrad, die zunächst in einem Übergangsgebäude und in den Räumen des Fachbereichs Biologie der Philipps-Universität untergebracht waren. Am 1. April 1996 übersiedelten die Abteilungen in ein neues Gebäude nahe diesem Fachbereich. Eine weitere Abteilung „Organismische Interaktionen“ (Leitung: Regine Kahmann) kam im Jahr 2000 hinzu.
2004 erfolgte die Reduzierung der Abteilung „Biochemie“ auf die Größe einer abteilungsunabhängigen Juniorgruppe. Gleichzeitig wurde die Abteilung „Ökophysiologie“ unter der Leitung von Lotte Søgaard-Andersen aufgebaut. Nachdem Rudolf K. Thauer im Jahr 2007 in den Ruhestand ging, wurde die Abteilung „Biochemie“ geschlossen.
Seit 2013 übernahm Victor Sourjik den Aufbau der Abteilung „System- und Synthetische Mikrobiologie“. Diese ist zudem Teil des LOEWE-Forschungszentrums für Synthetische Mikrobiologie (SYNMIKRO) und befindet sich im Universitätsgebäude neben dem Hauptgebäude des MPI-TM.
Die Abteilung Biogeochemie wurde 2017 geschlossen, nachdem Ralf Conrad in den Ruhestand eintrat. Unter der Leitung von Tobias J. Erb etablierte sich die Abteilung „Biochemie und Synthetischer Metabolismus“ neu.

## International Max Planck Research School (IMPRS)
Das Max-Planck-Institut für terrestrische Mikrobiologie betreibt gemeinsam mit der Philipps-Universität Marburg die International Max Planck Research School „Principles of Microbial Life: From molecules to cells, from cells to interactions“, kurz IMPRS Principles of Microbial Life oder IMPRS µLife. Die IMPRS ist ein Doktorandenprogramm, das in englischer Sprache absolviert wird. Sie besteht aus etwa 30 Forschungsgruppen. Forschungsprojekte können in Arbeitsgruppen am Max-Planck-Institut, dem LOEWE-Zentrum für Synthetische Mikrobiologie (SYNMIKRO) oder der Philipps-Universität Marburg bearbeitet werden. Die Promotionsurkunde wird durch die Philipps-Universität Marburg verliehen.